# Benedictí encaputxat
El benedictí encaputxat (Conopophaga roberti) és una espècie d'ocell de la família dels conopofàgids (Conopophagidae).

## Hàbitat i distribució
Habita el sotabosc dens i vegetació secundària del nord-est del Brasil.